# Willa Holland

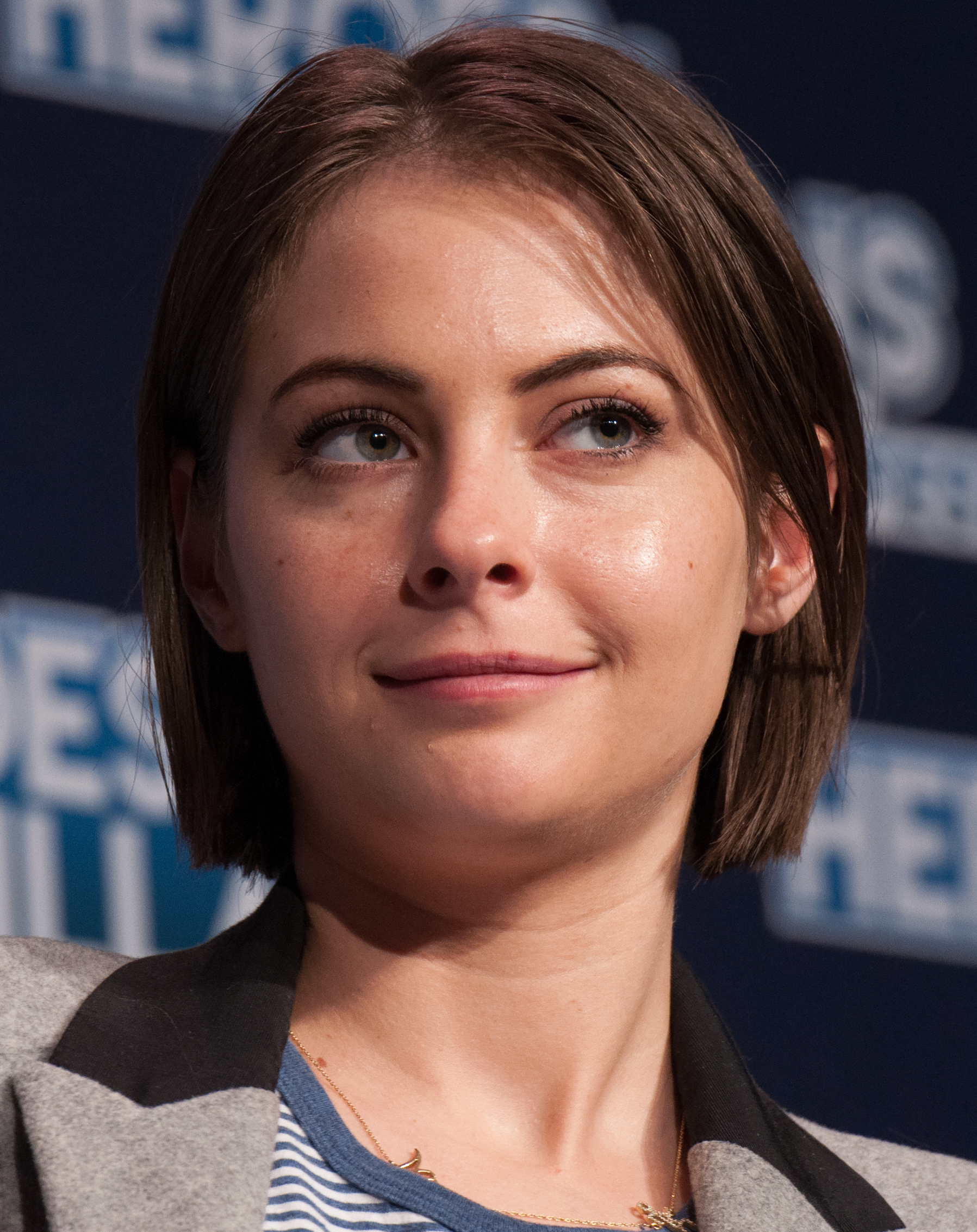
Willa Holland (2017)

Willa Joannachance Holland (* 18. Juni 1991 in Los Angeles, Kalifornien) ist eine US-amerikanische Schauspielerin und ein Model.

## Biografie

### Herkunft
Willa Holland wurde als Tochter der Schauspielerin Darnell Gregorio De Palma und dem Kameramann Keith Holland in Los Angeles, Kalifornien geboren. Sie verbrachte jedoch die meiste Zeit ihrer Kindheit in London. Seit 2006 wohnte Holland gemeinsam mit ihrer Mutter und ihrer kleinen Halbschwester Piper De Palma in Brentwood in Los Angeles und wurde zu Hause unterrichtet. Sie besuchte die Paul Revere Middle School und nur kurz die Pacific Palisades Charter-High School. Ihre Mutter und ihr Stiefvater, Regisseur Brian De Palma sind geschieden, jedoch sieht sie ihn noch häufig.
Holland lebt derzeit in Los Angeles, Kalifornien.

### Karriere
Holland verbrachte den Sommer 1998 in den Hamptons auf Long Island mit ihrer Familie. Nach einem Tag in Steven Spielbergs Haus entschloss sie sich, Schauspielerin zu werden. In ihrem Interview mit Teen Vogue erzählte sie, dass Spielberg sagte: „Du musst sie vor eine Kamera stellen!“. Nach ihrer Rückkehr nach Los Angeles im darauffolgenden September erhielt sie im Alter von 7 Jahren einen Vertrag bei der Ford Modeling Agency. Ihr erster Job war für Burberry, London.
Im folgenden Jahr nahm De Palma sie mit zu einer Talentagentur. Seit damals machte Holland viele Werbeaufnahmen. 2001 arbeitete sie neben ihrem leiblichen Vater in Ordinary Madness, der dort als Kameramann tätig war.
Bekannt wurde sie vor allem durch die Rolle der Kaitlin Cooper in der amerikanischen Erfolgsserie O.C., California, in der sie ab 2006 bis zum Ende der vierten und letzten Staffel auftrat.
Im Mai 2010 kündigte Square Enix an, dass Holland der Figur Aqua in dem PlayStation Portable Spiel Kingdom Hearts Birth by Sleep, welches am 7. September 2010 in Nordamerika veröffentlicht wurde, ihre Stimme leihen wird.
Im Jahre 2010 spielte Holland außerdem ihre erste Hauptrolle in einem Spielfilm, dem apokalyptischen Fantasythriller Legion.
Im April 2012 wurde der Film Tiger Eyes veröffentlicht, in welchem Holland die Hauptrolle als Davey Wexler spielte. Der Film basiert auf dem 1981 erschienenen Roman Tiger Eyes der Kinder- und Jugendbuchautorin Judy Blume.
Von Oktober 2012 bis Januar 2020 war Holland in der Fernsehserie Arrow zu sehen, in welcher sie eine Hauptrolle als Thea Queen spielte.

## Filmografie (Auswahl)
- 2001: Ordinary Madness
- 2004: The Heart Is Deceitful Above All Things
- 2005: The Comeback (Fernsehserie, Folge 1x09 Valerie Hangs with the Cool Kids)
- 2006: Garden Party
- 2006: Chasing 3000
- 2006–2007: O.C., California (The O.C., Fernsehserie, 22 Folgen)
- 2008: Genova
- 2008: Middle of Nowhere
- 2008–2012: Gossip Girl (Fernsehserie, 5 Folgen)
- 2010: Legion
- 2011: Straw Dogs – Wer Gewalt sät (Straw Dogs)
- 2012: Tiger Eyes
- 2012–2020: Arrow (Fernsehserie, 115 Folgen)
- 2015–2016: The Flash (Fernsehserie, 2 Folgen)
- 2016: Blood in the Water
- 2023: The Dirty South
- 2024: Based on a True Story (Fernsehserie, 1 Folge)

## Synchronsprecher
- 2010: Aqua in Kingdom Hearts: Birth by Sleep
- 2019: Aqua in Kingdom Hearts 3